# Cristo morto (Mantegna)
Il Cristo morto (noto anche come Lamento sul Cristo morto o Cristo morto e tre dolenti) è uno dei più celebri dipinti di Andrea Mantegna, tempera su tela (68x81 cm), databile con incertezza tra il 1470-1474 ca. o al 1483 ca. e conservato nella Pinacoteca di Brera a Milano. L'opera è celeberrima per il vertiginoso scorcio prospettico della figura del Cristo disteso, che ha la particolarità di "seguire" lo spettatore che ne fissi i piedi scorrendo davanti al quadro stesso. 
Considerata uno dei vertici della produzione di Mantegna, l'opera ha una forza espressiva e al tempo stesso una compostezza severa che ne fanno uno dei simboli più noti del Rinascimento italiano.

## Storia

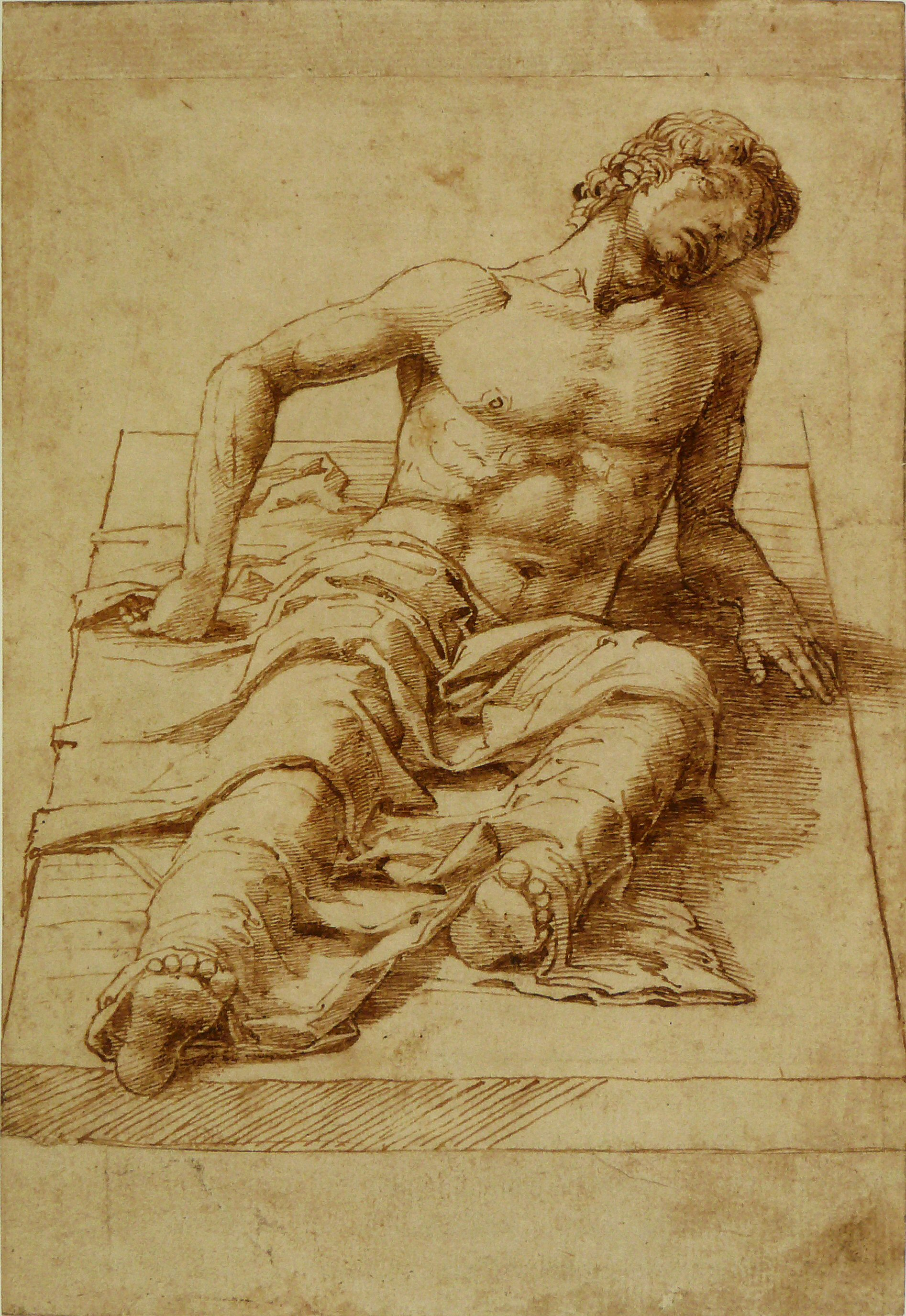
Uomo giacente su una lastra di pietra, British Museum Trust.

La datazione al 1475-1478 è solo una delle ipotesi più accreditate, che oscillano entro quasi un cinquantennio di produzione mantegnesca, dall'inizio del periodo mantovano alla morte. In ogni caso l'opera viene in genere messa in relazione alla Camera degli Sposi, con il contenuto illusionistico della prospettiva che sarebbe un'evoluzione a estremi livelli dello scorcio dell'"oculo". 
Un "Cristo in scurto" ("scorcio"), destinato forse alla devozione privata dell'artista, è citato tra le opere rimaste nella bottega di Mantegna dopo la sua morte nel 1506. Poco dopo il dipinto veniva acquistato dal cardinale Sigismondo Gonzaga, nel 1507. Non è affatto chiaro se il dipinto fosse un originale o una copia di un soggetto già eseguito e se si tratti della stessa opera effettivamente oggi esposta a Brera. Alcuni studiosi, ricostruendo vari indizi, sono arrivati alla conclusione che con molta probabilità le versioni del Cristo morto fossero due. I passaggi successivi della tela milanese sono intricati e documentati in maniera soltanto parziale e peraltro confusa.
Nel 1531 sarebbe stato destinato a decorare il camerino di Margherita Paleologa, futura sposa di Federico II Gonzaga. Nel XVII secolo il dipinto sembra sdoppiarsi: uno nel 1603 era elencato tra i quadri di Pietro Aldobrandini provenienti dalle collezioni estensi, dopo che la città di Ferrara era passata nel 1598 nei possedimenti di Clemente VIII Aldobrandini; lo stesso veniva descritto in un inventario del 1665 come dipinto "in tela sopra tavola". Un secondo quadro invece è inventariato nel 1627 come il "N.S. deposto sopra il sepolcro in surzo con cornici fregiate d'oro di mano del Mantegna" tra i quadri del duca Ferdinando Gonzaga, fatto compilare dal suo erede e successore Vincenzo II. Le ipotesi più recenti, ma non per questo risolutive, indicano la tela tra i beni venduti nel 1628 a Carlo I d'Inghilterra, assieme ai pezzi più prestigiosi della quadreria Gonzaga. Dalla collezione sarebbe poi passata al mercato antiquario ed alla raccolta del cardinale Mazarino, dispersa la quale sparì per circa un secolo. Agli inizi del XIX secolo risalgono i primi indizi sicuri, quando nel 1806 il segretario dell'Accademia di Brera Giuseppe Bossi scriveva ad Antonio Canova di mediare per l'acquisto del suo "desiderato Mantegna", che arrivò effettivamente in Pinacoteca nel 1824. 
Una seconda versione del Cristo morto è effettivamente conosciuta in una collezione privata di Glenn Head (NY), ma la maggior parte degli studiosi la ritiene una modesta copia tardo-cinquecentesca. In essa però non sono rappresentati i dolenti, che alcuni ipotizzano essere un'aggiunta successiva dell'autore, e sono inoltre presenti altre varianti, che farebbero pensare a un prototipo differente rispetto alla tela a Milano. Esiste anche un disegno a penna e inchiostro di Uomo giacente su una lastra di pietra nel Trustee del British Museum che presenta un'impaginazione di scorcio molto simile a quella del Cristo morto.

## Descrizione e stile

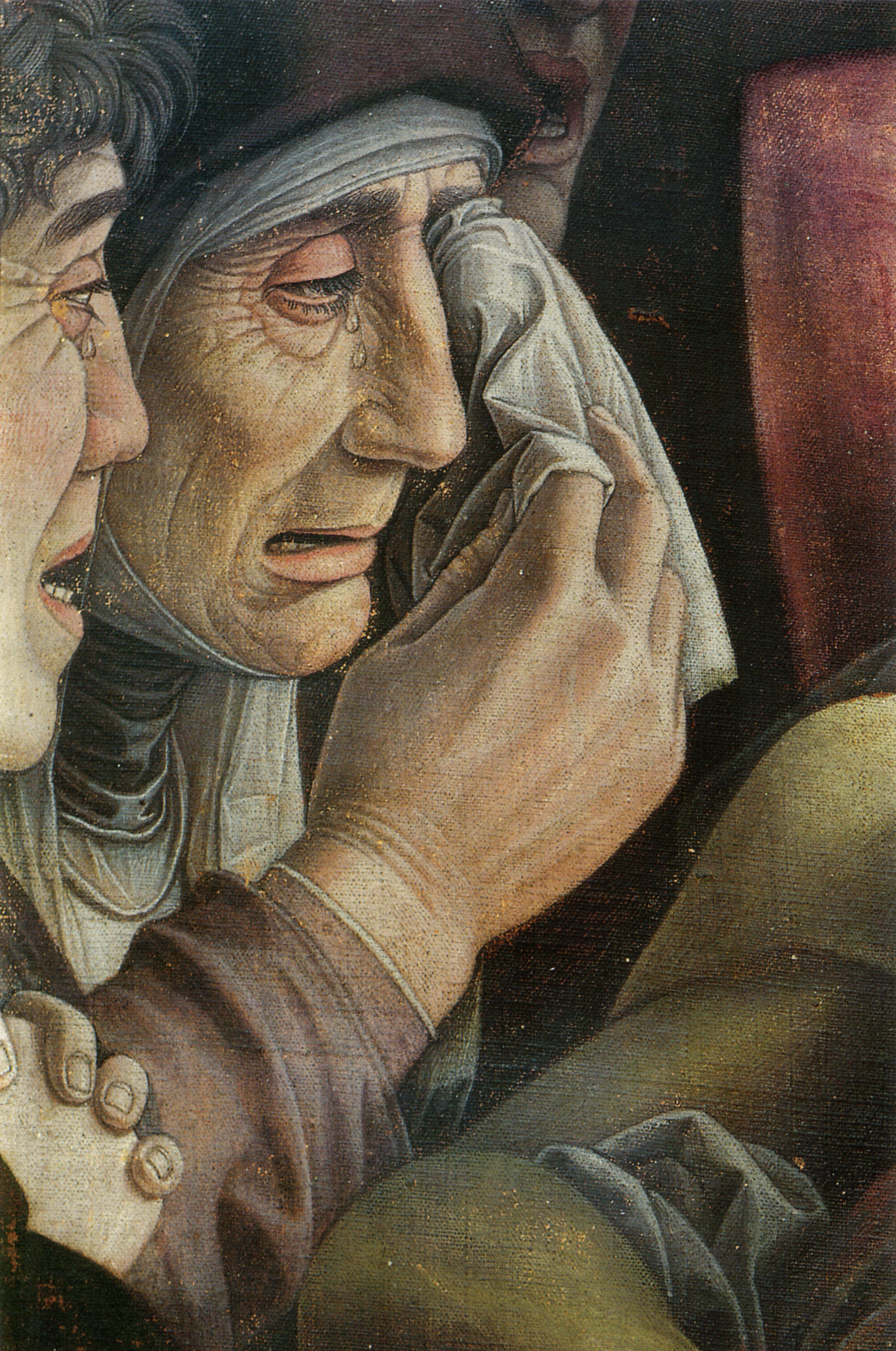
Dettaglio.

L'iconografia di riferimento per l'opera è quella del compianto sul Cristo morto, che prevedeva la presenza dei "dolenti" riuniti attorno al corpo che veniva preparato per la sepoltura. Cristo è infatti sdraiato sulla pietra dell'unzione, semicoperta dal sudario, e la presenza del vasetto degli unguenti in alto a destra dimostra che è già stato cosparso di profumi. La forte valenza sperimentale dell'opera è confermata sia dall'uso della tela come supporto, ancora raro per l'epoca, che dall'uso potente e invasivo dello scorcio prospettico, accompagnato a una sorprendente concentrazione di mezzi espressivi. Mantegna strutturò la composizione per produrre un inedito impatto emotivo, con i piedi di Cristo proiettati verso lo spettatore e la fuga di linee convergenti che trascina l'occhio di chi guarda al centro del dramma. Tuttavia in questo dipinto l'artista non segue alla perfezione le regole della prospettiva: infatti i piedi sarebbero apparsi in primo piano rispetto al resto del corpo dando un'immagine "grottesca", quindi vengono rappresentati più piccoli del normale così come le gambe che appaiono più corte. Le braccia invece sembrano eccessivamente lunghe e il costato molto largo rispetto al resto della figura.
A sinistra, compresse in un angolo, si trovano tre figure dolenti: la Vergine Maria che si asciuga le lacrime con un fazzoletto, san Giovanni che piange e tiene le mani unite e, in ombra sullo sfondo, la figura di una donna che si dispera, in tutta probabilità Maria Maddalena. Pochi accenni rivelano l'ambiente in cui si svolge la scena: a destra si vede un tratto di pavimento e un'apertura che introduce in una stanza buia.
Il forte contrasto di luce, proveniente da destra, e ombra origina un profondo senso di pathos. Ogni dettaglio è amplificato dal tratto incisivo delle linee, costringendo lo sguardo a soffermarsi sui particolari più raccapriccianti, come le membra irrigidite dal rigor mortis e le ferite ostentatamente presentate in primo piano, come consueto nella tradizione. I fori nelle mani e nei piedi, così come i volti delle altre figure, solcati dal dolore, sono dipinti senza nessuna concessione di idealismo o retorica.
Il drappo che copre parzialmente il corpo crea un panneggio bagnato molto rigido sul corpo del Cristo, tanto da metterne in risalto le forme; questo modo di "scolpire" con la pittura è un'abilità che Andrea Mantegna dimostra di possedere anche in altre opere, come il Cristo in pietà. Un particolare che sorprende è la scelta di porre i genitali del Cristo al centro del quadro, scelta che è aperta ad una moltitudine di interpretazioni.
Secondo altri studiosi il ritratto con la prospettiva "di scorcio", che suscita la sensazione del collo e della testa staccati dal resto del corpo, simboleggerebbe la cristologia diofisista delle due nature, l'umana e la divina, compresenti in Gesù Cristo, e di conseguenza il valore redentivo che la fede cristiana attribuisce alla discesa di Cristo agli inferi avvenuta durante le Quarantore: nell'arco di questo periodo temporale, il Nazareno sarebbe contemporaneamente morto come uomo e vivo in quanto Dio.
(Piergiorgio Mariotti)

## Fortuna storica
In una lettura della biografia vasariana del Mantegna è già possibile identificare il ricorrente riferimento encomiastico alla fortuna storica del pittore e l'ammirazione per la sua capacità di rappresentare "la difficultà degli scorti delle figure al di sotto in su" e "il modo dello intagliare in rame le stampe delle figure". Proprio per questo, lungo il corso dei secoli, le opere di Mantegna non hanno mai subito un calo nella fortuna critica, influenzando molte altre composizioni artistiche, fino a depositarsi nell'immaginario collettivo. Un caso eclatante di fortuna storica è proprio il Cristo Morto, che sotto vari aspetti si mantiene non solo come modello immutabile nel tempo ma anche inimitabile nello stile. Mantegna, nella sperimentazione del dipinto, esplora soluzioni del tutto inedite creando un'opera unica sia per l'artificio prospettico che per l'illusionistica tecnica dello scorcio.

### Le "copie" e le prime ispirazioni
Dopo l'ultimazione del Cristo Morto, il successo del dipinto comincia subito a manifestarsi. Nella Fortuna dei Primitivi di Antonio Previtali si viene a conoscenza di come per lungo periodo, varie copie di dipinti del Cossa, Carpaccio e Butinone che portavano la firma del Mantegna, circolavano nell'anonimato e potevano con facilità essere scambiate e attribuite anche all'artista più noto: nel ritrarre la Madonna con il Bambino il pittore veronese Francesco Butinone accenna al virtuosismo prospettico di Mantegna. Nello stesso periodo, un primo tentativo lo compie Antonio della Corna nel San Giuliano che uccide i genitori, in cui traduce lo scorcio del Cristo Morto, proclamandosi nell'iscrizione del dipinto allievo di Mantegna. In seguito, sempre in area lombarda, il vercellese Sodoma con il Compianto sul Cristo Morto omaggia il modello di Mantegna, colmando tuttavia il vuoto lugubre e profondo della composizione iniziale con una coralità di personaggi.

### Dalla "Maniera Moderna" fino alla cerchia di Caravaggio

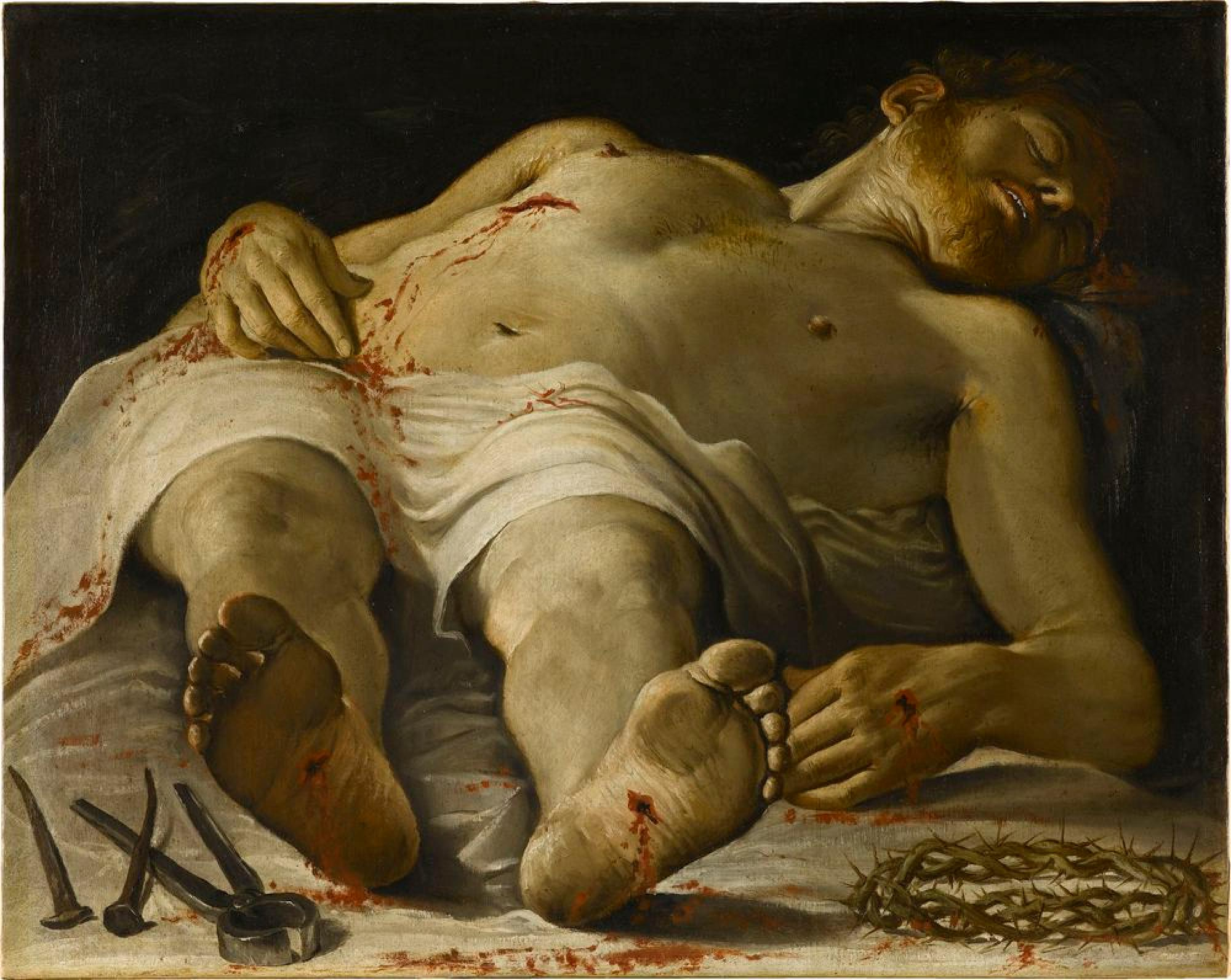
Annibale Carracci, Cristo morto e gli strumenti della Passione, Staatsgalerie Stuttgart.

Dagli inizi del '500 in poi sarà invece un susseguirsi di ispirazioni in artisti perfettamente in linea con l'idea dell'artista padovano: dall'affresco della "Deposizione" del Pordenone, conservato nel Duomo di Cremona, fino al "Cristo morto tra la carità e la giustizia" di Lelio Orsi.
In età barocca, in particolare nella Roma di Caravaggio, cominciano a dare ulteriori importanti segnali di svolta e ripresa all'opera di Mantegna, i pittori Annibale Carracci nel Cristo morto e strumenti della Passione e Orazio Borgianni nel Compianto sul Cristo morto . Il primo elimina dalla scena i dolenti con il corpo in uno stato di solitudine e abbandono e aggiunge al modello un tocco di macabro naturalismo con la postura del corpo molto curvata, le ferite ancora aperte e il sangue ancora fresco; mentre il secondo, sebbene voglia richiamare nuovamente la posizione frontale del corpo di Cristo, estromette la corporatura statuaria classica di Mantegna e si concentra sui tratti più umani della salma contusa da lividi e ferite. Borgianni rintraccia pure una verosimiglianza in merito agli aspetti affettivi e espressivi, che contribuiscono insieme ai gesti (l'atto delicato dell'apostolo Giovanni che appoggia la guancia sulla mano di Cristo) all'impatto emotivo pregno di sofferenza e tenerezza dei personaggi.

### Novecento: influssi nel cinema e nella fotografia
Nel Novecento, la fortuna critica di Mantegna rimane ancora intatta e continua a produrre altre influenze nel campo del cinema e della fotografia.
Il regista Pier Paolo Pasolini, partendo dalla suggestione provocata dalla scena della morte del personaggio di Ettore del film Mamma Roma (1962), che a molti richiama il dipinto in scorcio di Mantegna, nega la specifica ispirazione all'artista mantovano e reagisce suggerendo che la sua folgorazione e il suo stimolo artistico abbia origine invece dagli studi dello storico dell'arte Roberto Longhi su Masaccio, Masolino e Caravaggio; quindi alcuni ritengono più corretto accostare l'inquadratura del film al dipinto di Borgianni. In ambito cinematografico occorre citare anche Il bacio di Giuda di Paolo Benvenuti (1988), l'inquadratura di Marie distesa nel film Je vous salue, Marie (1985) di Jean-Luc Godard e Il ritorno di Andrej Zvjagincev (2003), che si trovano in chiara consonanza con la tela del Mantegna. L'immagine del Cristo, così umana e sconvolgente insieme allo scorcio, rimane così impressa anche nella fotografia, tanto che il fotografo boliviano Freddy Alborta, scattando una settantina di fotogrammi del corpo crivellato da una raffica di mitra di Ernesto Guevara de la Serna, noto come Che Guevara, richiama, con la visione prospettica e in scorcio, il Cristo Morto di Mantegna: in un'intervista il fotografo dichiarerà di essersi immaginato nel momento dello scatto proprio l'immagine di Cristo.